# Préfecture de Forécariah
La préfecture de Forécariah est une subdivision administrative de la Guinée.
Cette préfecture est située en Guinée maritime, au sud-ouest du pays, limitée à l'Ouest par l'océan Atlantique et au sud par la Sierra Leone.
Sur le plan administratif, elle dépend de la région de Kindia et la ville de Forécariah en est le chef-lieu. 

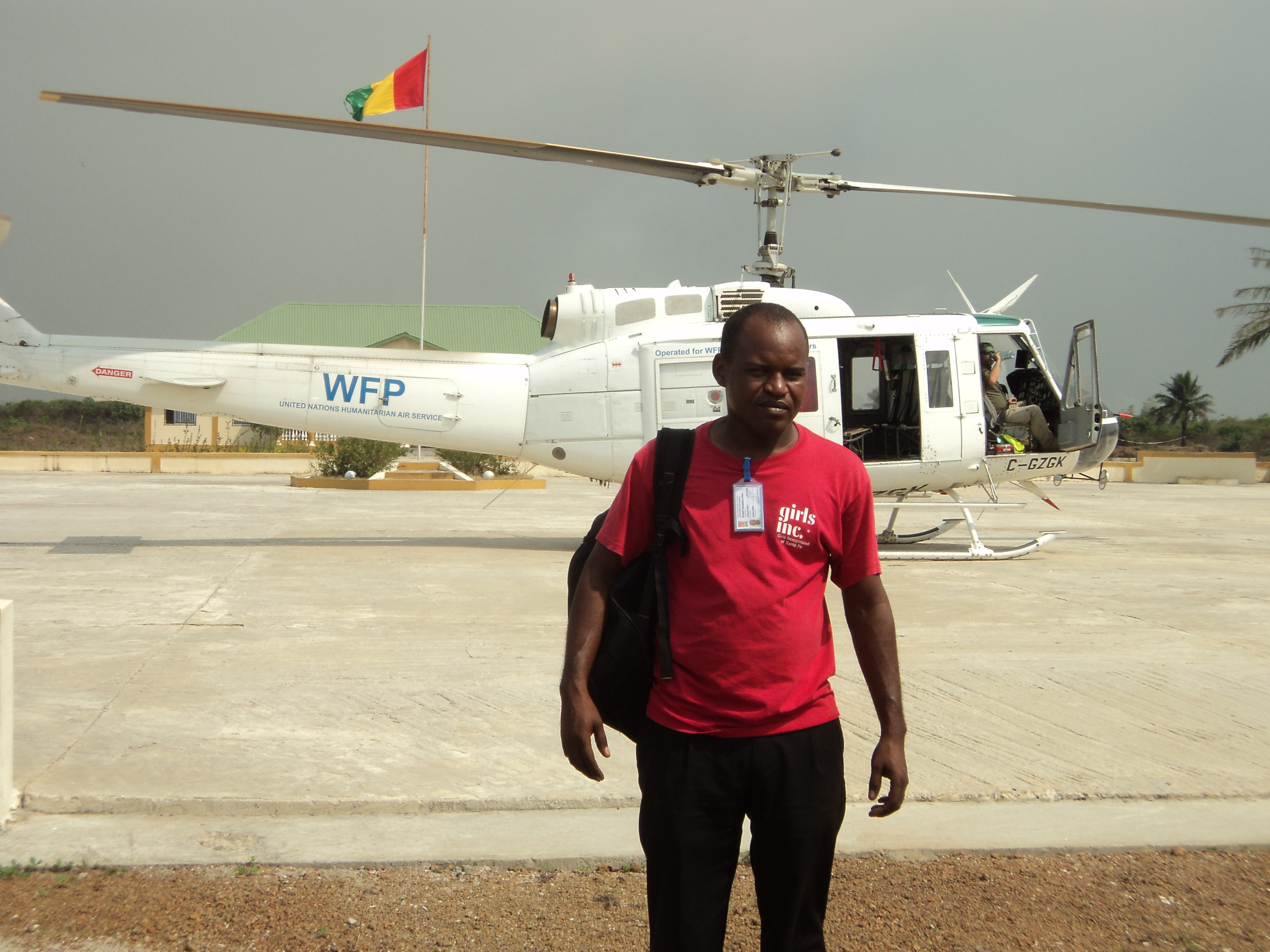
Vol des UN à Forécariah

## Géographie

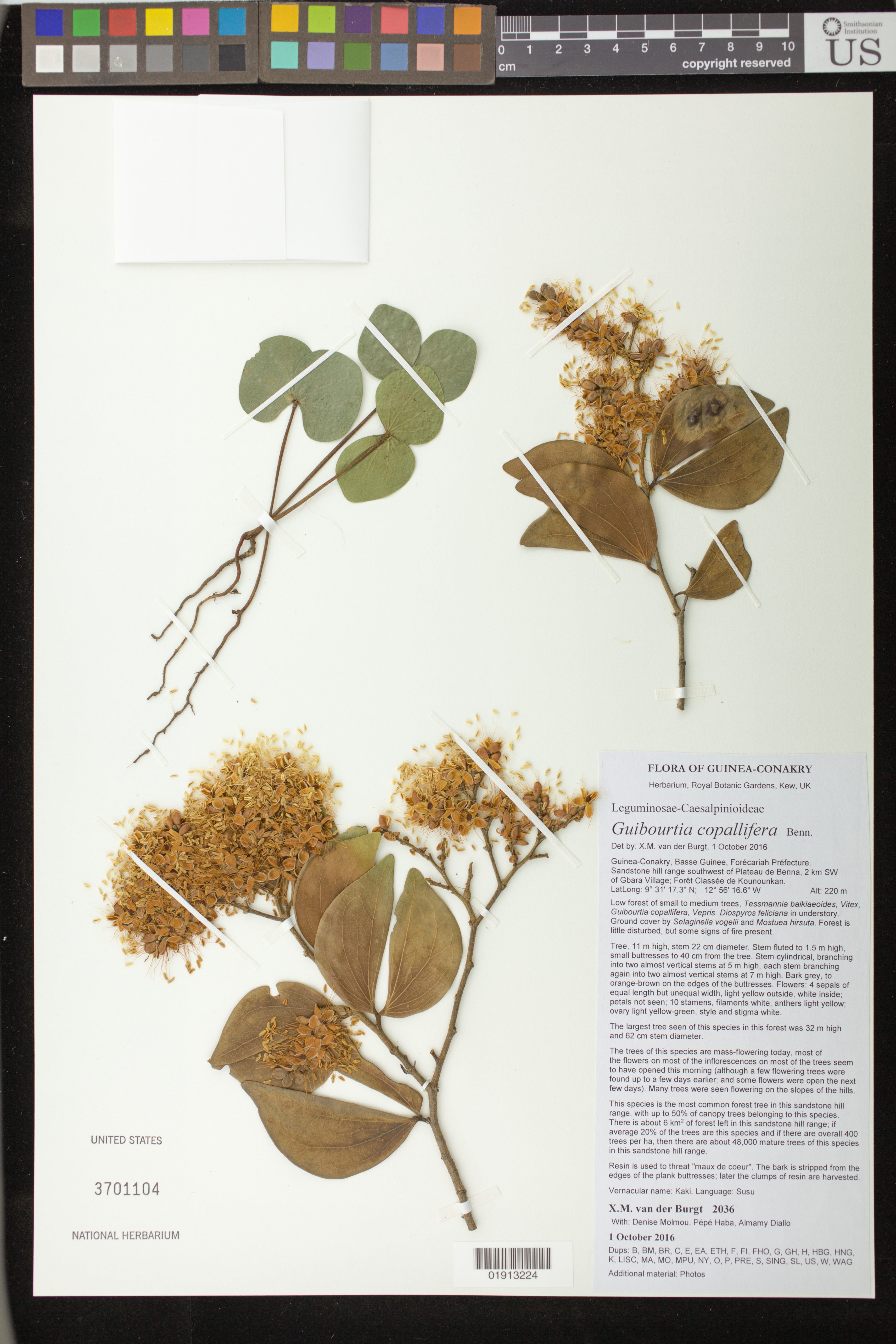
Guibourtia copallifera récolté dans la forêt de Kounounkan.

La partie ouest est une zone côtière basse, caractérisée par des mangroves et des rizières, traversée par de petits fleuves côtiers.
Au nord-est, le relief s'élève (jusqu'à 1 124 mètres près de Sikhourou), annonçant le massif du Fouta Djalon.

## Subdivision administrative
La préfecture de Forécariah est subdivisée de dix (10) sous-préfectures : Forécariah-Centre, Alassoya, Benty, Farmoriah, Kaback, Kakossa, Kallia, Maferenya, Moussaya et Sikhourou.

## Population
En 2016, la préfecture comptait 259 573 habitants.